# Olof A. Söderberg

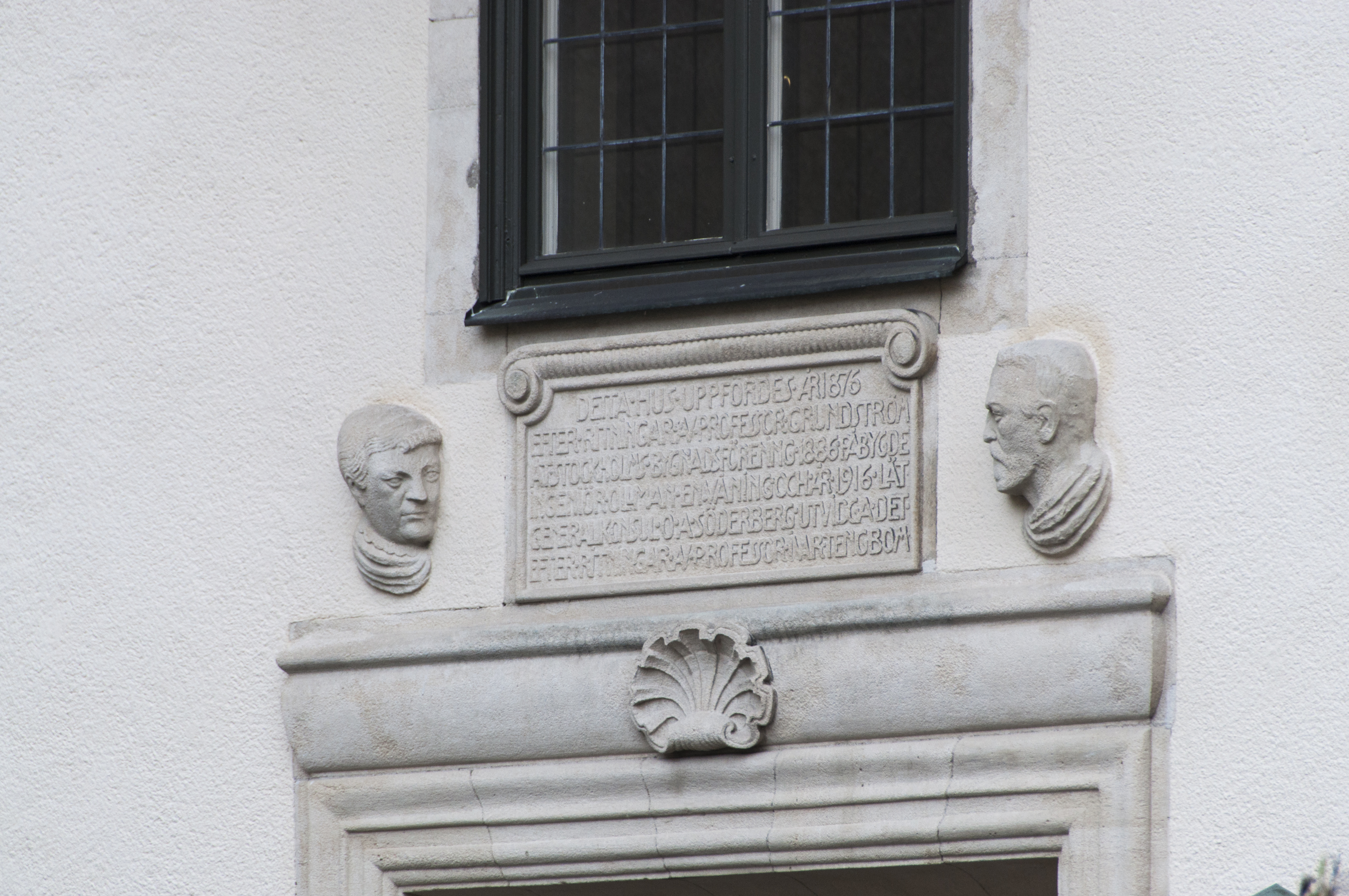
Olof A Söderberg med hustrun i relief ovanför gårdsporten till parets bostad på Karlavägen 41 i Stockholm

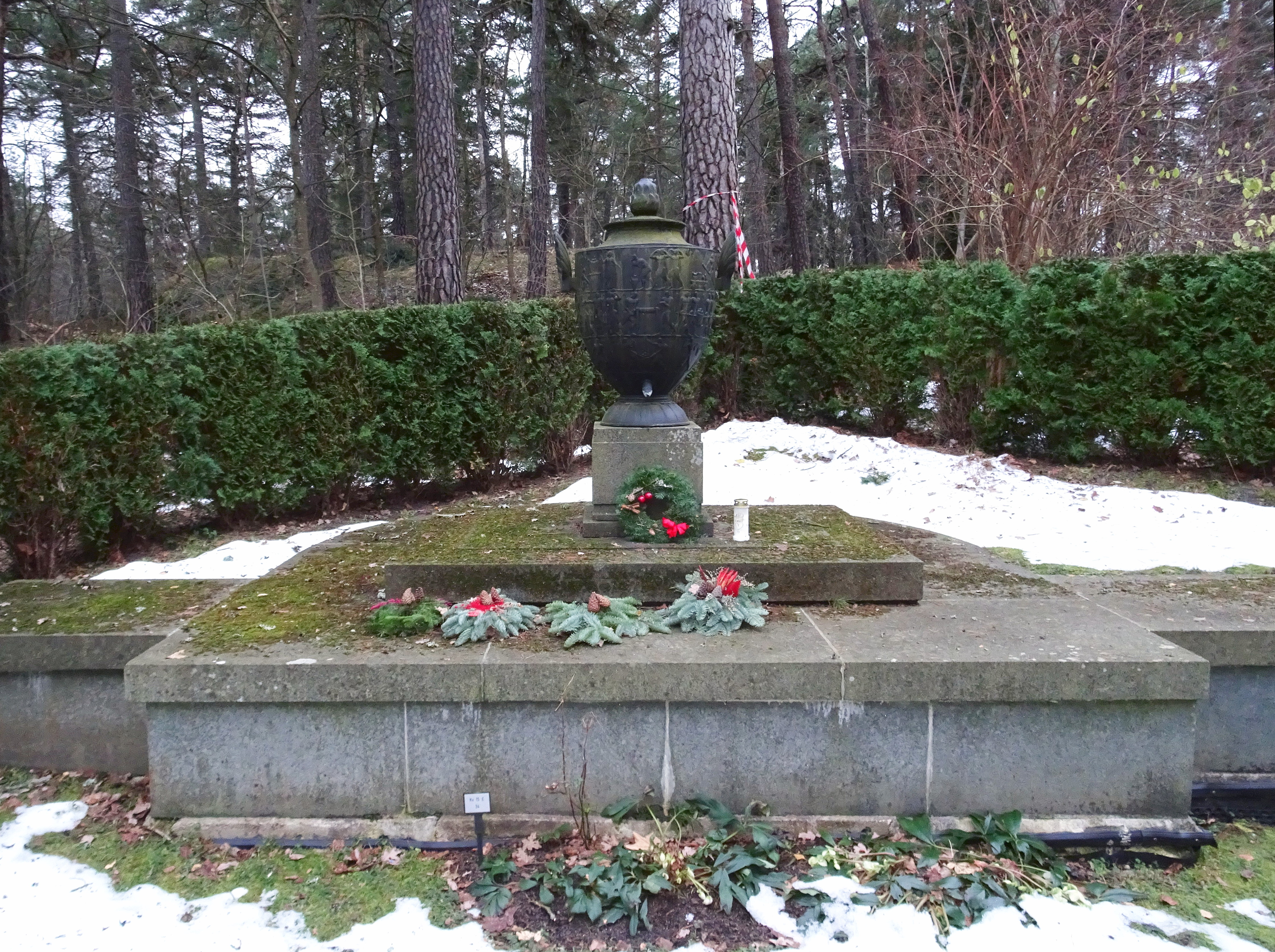
Söderbergs grav på Norra begravningsplatsen, lägg märke till Bergslagsurnan.

Olof Alfred Söderberg, född 11 april 1872 i Stockholm, död 4 januari 1931 i Stockholm, generalkonsul och verksam inom det nordiska näringslivet, far till Torsten Söderberg och Ragnar Söderberg. 

## Utbildning
Efter studentexamen 1891, medicinstudier vid Stockholms högskola och hospitant vid Bergsskolan lärde sig Olle Söderberg järnhanteringen genom praktiska studier vid flera järnverk. 

## Karriär

### Söderberg & Haak
1893 började Söderberg i faderns grosshandelsfirma, Söderberg & Haak, där han 1894 blev prokurist för att 1897 bli delägare. 1906 blev han ordförande i styrelsen. Hans praktiska duglighet och kännedom om järnhantering gjorde att han 1916 utnämndes till disponent för Stora Kopparberg och Söderfors bruk, dessa befattningar behöll han till 1923, därefter återupptog han skötseln av den stora järnhandelsfirman.
Grosshandlare med burskap i Stockholm 1904. Ända sedan 1906 har han varit ledamot av direktionen för Stockholms Enskilda Bank. I Stockholms Handelskammare var han fullmäktig sedan 1902, var dess vice ordförande 1911–1913, ordförande 1915–1916 och fram till 1931 dess kassaförvaltare. 

### Svenska staten
Söderberg var sedan 1918 ordförande i AB Svenska Järnvägsverkstäderna (ASJ). Staten har flera gånger tagit hans tjänster i anspråk såsom sakkunnig, bland annat i obligationsrättskommittén 1902, diplomat- och konsulatkommittén 1905–1906, traktamentkommittén 1908–1910 och Utrikesdepartementets antagningskommission 1912–1917. Han var ledamot i handels- och sjöfartsnämnden i Stockholm 1908–1916 och har också varit ledamot av rådhusrätten i sjöfartsmål. Han var stadsfullmäktig i Stockholm åren 1907–1914.

### Handelshögskolan i Stockholm
Olof A Söderberg var en av initiativtagarna till Handelshögskoleföreningen i Stockholm, samt medlem i föreningen från dess grundande 1906. Genom denna lades grunden för Handelshögskolan i Stockholm, vilken bildades 1909. Handelshögskoleföreningens styrelse kom att bli den nya högskolans högsta beslutande organ. Han utsågs av föreningen till ledamot i och skattmästare för Handelshögskolan i Stockholms direktion, högskolans högsta verkställande organ, 1927–1931.

### Övriga uppdrag
Söderbergs var även vice ordförande för överstyrelsen för Svenska personalpensionskassan (SPP), ordförande för Stockholms köpmannaförening, en av Stockholms Borgerskaps femtio äldste, deputerad i Stockholms Grosshandelssocietet, styrelseledamot i järnverksföreningen vid Järnkontoret, i Skandinaviska handelskammarmötenas arbetsutskott, föreningen Norden, i överstyrelsen för Stockholms stads brandförsäkringskontor, samt styrelserna för flera affärsbolag.
1911 blev han utnämnd till norsk generalkonsul i Stockholm, en befattning som han lämnade under de år han tjänstgjorde som Kopparbergets chef, men återtog 1924.

## Utmärkelser
- Riddare av Nordstjärneorden 1917
- Kommendör av norska Sankt Olavs Orden 1917
- Kommendör av Vasaorden 1921
- Kommendör av danska Dannebrogorden 1926

## Familj

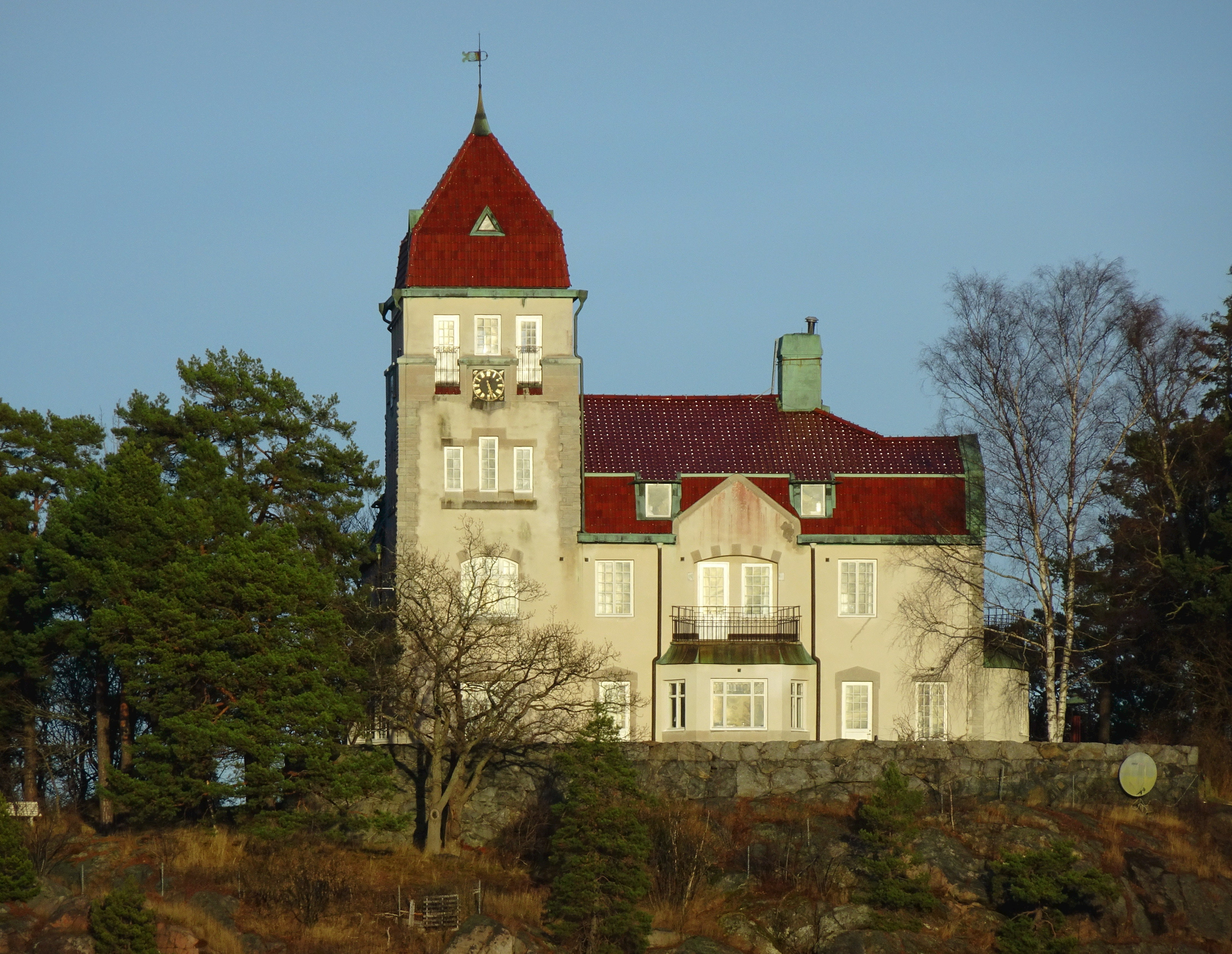
Villa Baggås i Saltsjöbaden uppfördes 1909 för Söderberg.

Olof A Söderberg var son till Per Söderberg  och Göta (född Örtenholm). Han gifte sig 1894 med Otilia Herzog, dotter till generalkonsul Peder Herzog och Bernhardina (född Lindmansson). Far till Torsten och Ragnar Söderberg. Han är gravsatt på Norra begravningsplatsen vid Stockholm.